# يواكيم أمير الدنمارك
يواكيم أمير الدنمارك (بالدنماركية: Prins Joachim)‏ (7 يونيو 1969) هو الابن الأصغر للملكة مارغريت الثانية والأمير هنريك.

## روابط خارجية
- يواكيم أمير الدنمارك على موقع IMDb (الإنجليزية)